# Edith af Wessex
Edith af Wessex (ca. 1025 - 18. december 1075) var dronning af England som hustru til Edvard Bekenderen fra deres bryllup i 1045 indtil Edvards død i 1066. I modsætning til de fleste engelske dronninger i det 10. og 11. århundrede blev hun kronet. Den vigtigste kilde til hendes liv er et værk, som hun selv bestilte, Vita Ædwardi Regis eller Life of King Edwards who rests in Westminster, som derfor ikke kan undgå at være partisk.

## Tidlige liv
Edith var datter af Godwin, den mest magtfulde jarl i England. Hendes mor Gytha var søster til Ulf, en dansk jarl, der var Knud den Stores svoger. Hun blev sandsynligvis født i 1027 eller før. Edith blev oprindeligt navngivet Gytha, men omdøbt til Ealdgyth (eller Edith), da hun blev gift med kong Edvard Bekenderen. Hendes brødre var Sven (ca. 1020 - 1052), Harold (senere Harold 2.) (ca. 1022 - 1066), Tostig (ca. 1026 - 1066), Gyrth (ca. 1030 - 1066), Leofwine (ca. 1035 - 1066) og Wulfnoth (ca. 1040 - 1094). Edith var den førstefødte af Godwins tre døtre, der omfattede hendes søstre Gunhild (eller Gunhilda) og Ælfgifu (ca. 1035 -?). De nøjagtige fødselsdatoer for Godwin-børnene er ukendte, men Sven var den førstefødte og Harold var den næstældste søn. Harold var omkring 25 år i 1045, så hans fødselsdato må ligge omkring 1020.
Edith blev voksede op i Wilton Abbey. Hun var en lært kvinde, der talte flere sprog, evner, som hun sandsynligvis havde erhvervet sig i Wilton. Hun forblev knyttet til Wilton og genopbyggede senere kirken. Hendes niece, Gunhild af Wessex, kom også til at blive uddannet på Wilton.
Vita Edvardi lagde vægt på hendes fromhed. Hun hjalp Giso, biskoppen af Wells, med at sikre donationerne til hans sæde og gav landbesiddeler til Abingdon Abbey, men munkene i Evesham hævdede, at hun fik relikvier fra mange klostre bragt til Gloucester, så hun kunne vælge de bedste til sig selv. Da Gervin, abbed af Saint-Riquier, der besøgte det engelske hof, afviste det kys, hun gav som hilsen, tog hun det som en fornærmelse. Edvard irettesatte hende, og hun accepterede afvisningen og opfordrede endda engelske kirkemænd til ikke at kysse kvinder, selvom de ikke var imod skikken.
Edith mistede fire af sine brødre inden for et meget kort tidsrum. Tostig døde den 25. september 1066 under Slaget ved Stamford Bridge. Tre andre, Harold, Gyrth og Leofwine, døde alle den 14. oktober 1066 under Slaget ved Hastings.

## Ægteskab og liv som dronning
Edith blev gift med Edvard den 23. januar 1045. I ægteskabet fødtes ingen børn. Senere gejstlige forfattere hævdede, at dette enten skyldtes, Edvard havde taget et løfte om cølibat, eller fordi han nægtede at fuldbyrde ægteskabet på grund af sin modstand over for Ediths familie, Godwin-familien. Dette afvises imidlertid af moderne historikere. Ifølge historikeren Frank Barlow, der har skrevet en biografi om Edvards "mangler teorien om, at Edvards barnløshed skyldes en bevidst undladelse af seksuelle forhold autoritet, sandsynlighed og diagnostisk værdi."
I 1051 blev Godwin og hans sønner uvenner med Edvard og flygtede fra England. Edith blev sendt til et kloster, muligvis fordi hun var barnløs, og Edvard håbede at kunne blive skilt fra hende. Da Godwins gennemførte deres tilbagevenden gennem udøvelse af magt i 1052, blev Edith genindsat som dronning. I de senere år blev hun en af Edvards indre nærmeste rådgivere. I Vita Edvardi finder Barlow, at "skønt hun altid er placeret beskedent bag tronen, undervurderer forfatteren ikke hendes magt eller skjuler hendes vilje fuldstændigt. Hver gang vi får øje på hende andre steder, ser vi en beslutsom kvinde, der blander sig, hård, sandsynligvis opfarende."
Som kongens hustru var hun ansvarlig for hans kongelige præsentation. Hun bestilte værker til hans personlige udsmykning og havde mindst en guldsmed blandt sine fæster. Da han døde, viser Domesday Book, at hun var den rigeste kvinde i England og den fjerde rigeste person efter kongen, Stigand, ærkebiskoppen af Canterbury, og hendes bror Harold. Hun havde jord til en værdi af mellem 1.570£ og 2.000£ om året.
Hun var tæt knyttet til sin bror Tostig, og i 1055 sikrede hun og Harold hans udnævnelse som jarl af Northumbria. Hans styre var upopulært, og i 1064 blev Edith beskyldt ved hoffet for at have stået bag mordet på adelsmanden Gospatrick fra Northumbria i Tostigs interesse. I 1065 var Tostig sandsynligvis på jagt sammen med kong Edvard, da folket i nord gjorde oprør og valgte Morcar, Harolds svoger, som jarl. Tostig anklagede Harold for at have konspireret med oprørerne, en anklage, som Harold rensede sig for ved at sværge en offentlig ed. Edvard krævede, at oprørerne blev slået ned, men til hans og Ediths vrede nægtede Harold og de engelske lensmænd at håndhæve ordren. Morcar blev anerkendt som jarl og Tostig tvunget i eksil.

## Senere liv og død
Efter Edvards død den 4. januar 1066 blev han efterfulgt af Ediths bror, Harold Godwinson. I Slaget ved Stamford Bridge (25. september 1066) og Slaget ved Hastings (14. oktober 1066) mistede Edith fire af sine tilbageværende brødre (Tostig, Harold, Gyrth og Leofwine). Hendes bror Wulfnoth, der var blevet givet til Edvard Bekenderen som gidsel i 1051 og hurtigt derefter blev Vilhelm Erobrerens fange, forblev i fangenskab i Normandiet. Edith var derfor den eneste voksne af Godwin-familien, der overlevede den normannernes erobring på engelsk jord, da Harolds sønner var flygtet til Irland.
Kunsthistorikeren Carola Hicks har for nylig givet et bud på hende som kandidat til at så bag skabelsen af Bayeux-tapetet.
Efter Edvards død læste Edith de engelske helgeners liv og gav information om Kenelm til forfatteren til hans helgenbeskrivelse, Goscelin. Hun døde i Winchester den 18. december 1075. Matthew Paris har nedskrevet den traditionelle fortælling om, at hendes død satte en stopper for en sygdom, som hun havde lidt af i en vis tid. Hun blev begravet sammen med sin husbond i Westminster Abbey, og hendes begravelse blev arrangeret af Vilhelm Erobreren. Den nordlige forfatter til den angelsaksiske krønike, Manuskript D, fortæller:
Fruen Edith døde syv dage før Jul i Winchester, hun var kong Edvards hustru, og kongen fik hende ført til Westminster med stor ære og stedt til hvile nær kong Edvard, hendes herre.